# Sorelle al limite
Sorelle al limite (1000-lb Sisters letteralmente Le sorelle 1000 libbre ) è un reality show statunitense in onda su TLC negli Stati Uniti e in Italia da Real Time.
È una serie TV di sei puntate, dove in ogni episodio verranno seguite le vicende di Amy e Tammy Slaton, arrivate a pesare oltre 450kg (1000 libbre) che affrontano un percorso di dimagrimento seguite dal dottor Procter che esercita ad Atlanta.

## Episodi

### Prima stagione
| N° | Titolo            | Prima TV Italia |
| -- | ----------------- | --------------- |
| 1  | Le sorelle Slaton | 3 agosto 2020   |
| 2  | Libertà           | 3 agosto 2020   |
| 3  | Punto di Rottura  | 10 agosto 2020  |
| 4  | Una Casa Divisa   | 10 agosto 2020  |
| 5  | Il Matrimonio     | 17 agosto 2020  |
| 6  | Sotto i ferri     | 17 agosto 2020  |

### Seconda stagione
| N° | Titolo               | Prima TV Italia |
| -- | -------------------- | --------------- |
| 1  | Notizie              | 19 aprile 2021  |
| 2  | Preoccupazioni       | 19 aprile 2021  |
| 3  | Allarmi              | 26 aprile 2021  |
| 4  | Sotto shock          | 26 aprile 2021  |
| 5  | Notizie Bomba        | 3 maggio 2021   |
| 6  | Qualcosa su Jerry    | 3 maggio 2021   |
| 7  | Conto alla Rovescia  | 10 maggio 2021  |
| 8  | Notizie Scioccanti   | 10 maggio 2021  |
| 9  | Gravidanza a Rischio | 17 maggio 2021  |
| 10 | Il COVID             | 17 maggio 2021  |